# Bomanga
Bomanga (auch: Bomoanga, Bomonga)  ist ein Dorf in der Landgemeinde Makalondi in Niger.

## Geographie
Das von einem traditionellen Ortsvorsteher (chef traditionnel) geleitete Dorf liegt rund 21 Kilometer nordwestlich des Hauptorts Makalondi der gleichnamigen Landgemeinde, die zum Departement Torodi in der Region Tillabéri gehört. Zu den Siedlungen in der näheren Umgebung von Bomanga zählt Kiki im Nordosten.
Bomanga ist Teil der Übergangszone zwischen Sahel und Sudan. Die durchschnittliche jährliche Niederschlagsmenge beträgt hier zwischen 500 und 600 mm. Das Dorf gehört zu einer Important Bird Area namens Makalondi district, die sich im Radius von etwa 25 Kilometern um den Hauptort Makalondi erstreckt. Der Schweizer Missionar Pierre Souvairan, der von 1968 bis 1998 in der Gegend lebte, beobachtete hier rund 310 verschiedene Vogelarten.

## Geschichte

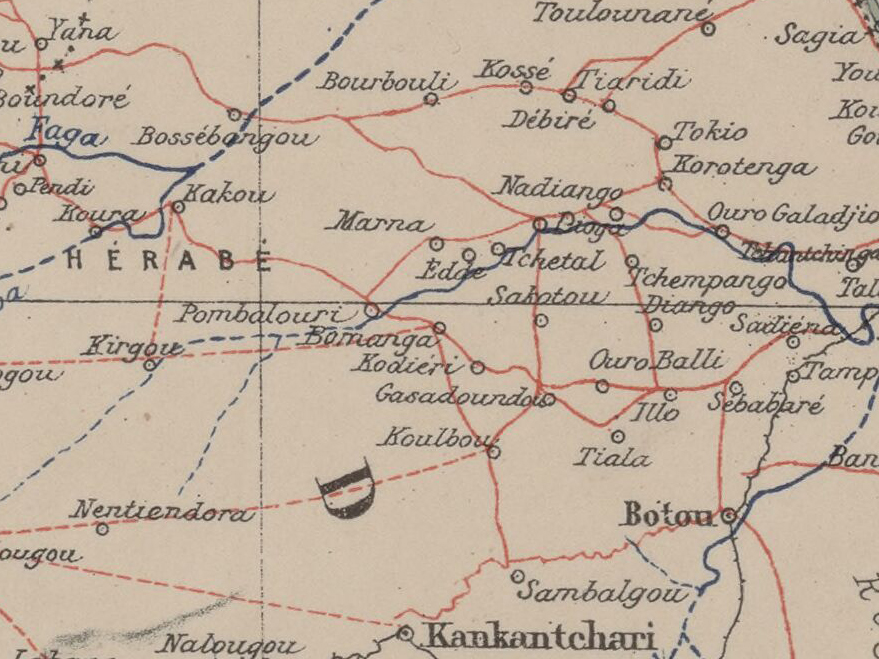
Ausschnitt einer Karte von 1903 mit Bomanga im Zentrum

Ein aus Bomanga stammender Mann namens Douroumpo gründete spätestens Anfang des 20. Jahrhunderts den Hauptort Makalondi.
In Bomanga wurde im September 1994 die römisch-katholische Pfarre Hl. Geist gegründet, die zum Erzbistum Niamey gehört. Pier Luigi Maccalli, der aus Italien stammende Priester der Pfarre von Bomanga, wurde am Abend des 17. September 2018 entführt. Seine Entführer von der Dschihadisten-Gruppe Dschamāʿat Nusrat al-Islām wa-l-Muslimīn verschleppten ihn nach Mali. Er wurde am 8. Oktober 2020 bei einem von der malischen Regierung vermittelten Gefangenenaustausch freigelassen. Dabei fanden drei weitere Geiseln der Dschihadisten die Freiheit: die 2014 entführte Französin Sophie Petronin, die ein Kinderhilfswerk in Gao geleitet hatte, der 2019 in Mali entführte italienische Tourist Nicola Chacchio und der im März 2020 entführte malische Oppositionsführer Soumaïla Cissé.
Die Grenzregion zu Burkina Faso und Mali wurde 2019 verstärkt zum Aktionsgebiet verschiedener terroristischer Gruppierungen. Die Schulen von Bomanga und Kiki wurden am 19. Oktober 2019 geplündert und in Brand gesteckt. Im Mai 2021 flohen geschätzt 560 Personen aus 80 Haushalten aus den Siedlungen Bomanga, Allaréni, Boni, Djayel, Tangounga, Tchambouli, Tchangati und Tombolé Pabalouri vor der Gewalt in den Gemeindehauptort Makalondi. Dort kamen sie bei Gastfamilien oder in selbst errichteten Hütten am Ortsrand unter.

## Bevölkerung
Bei der Volkszählung 2012 hatte Bomanga 785 Einwohner, die in 78 Haushalten lebten. Bei der Volkszählung 2001 betrug die Einwohnerzahl 390 in 41 Haushalten und bei der Volkszählung 1988 belief sich die Einwohnerzahl auf 1349 in 147 Haushalten.